# NS 700 (stoomlocomotief)
De serie NS 700 was een serie stoomlocomotieven van de Nederlandse Spoorwegen (NS) en diens voorgangers Maatschappij tot Exploitatie van Staatsspoorwegen (SS) en Noord-Brabantsch-Duitsche Spoorweg-Maatschappij (NBDS).

## Serie SS 9-16, 21-78
Voor de exploitatie van de nieuwe spoorlijnen Arnhem – Deventer, Zutphen – Glanerbrug, Maastricht – Venlo en Almelo – Hengelo in 1865 had de SS behoefte aan nieuwe locomotieven. Bij de fabriek van Beyer, Peacock and Company in Manchester werd een groot aantal op de SS 5-8 gebaseerde locomotieven besteld, welke tussen 1865 en 1869 als SS 9-16 en SS 21-78 werden geleverd. De overgeslagen nummers SS 17-20 waren ingenomen door de in 1865 geleverde goederentreinstoomlocomotieven (latere serie NS 2900).
De ketel en de cilinders waren gelijk aan de serie SS 5-8. De drijfwielen waren kleiner en de maximale stoomspanning was verhoogd tot 8,3 kg/cm2, waardoor de trekkracht werd vergroot. De SS 9-16 werden geleverd met een tweeassige tender, andere locomotieven werden van een drieassige tender voorzien. Van een viertal locomotieven uit de serie SS 9-16 werd de tweeassige tender in 1884 omgeruild met een drieassige tender van de afgevoerde serie SS 5-8. Aanvankelijk waren de locomotieven niet voorzien van een machinistenhuis. De stoker en de machinist hadden als enige bescherming tegen slecht weer een brilplaat boven de vuurdeur. Later zijn de locomotieven van een dak voorzien. Bij de samenvoeging van het materieelpark van de HSM en de SS tot de Nederlandse Spoorwegen in 1921 kregen deze locomotieven de NS-nummers 701-766. Tussen 1930 en 1933 werd de serie buiten dienst gesteld.
De NS 705 bleef voor het Spoorwegmuseum behouden en is weer teruggebracht in de afleveringstoestand van 1864 als SS 13. Oorspronkelijk had deze locomotief een tweeassige tender. De huidige drieassige tender is afkomstig van de SS 8. Het Spoorwegmuseum probeerde in 1947 nog de oorspronkelijke tweeassige tender van NBDS 3 te verwerven, echter zonder succes.
De SS 13 is de oudste nog aanwezige Nederlandse locomotief.

## Serie SS 17-20
In 1871 werd een viertal locomotieven met een lagere maximale stoomspanning van 6,2 kg/cm2 geleverd, welke nadat de oorspronkelijke serie SS 17-20 in 1871 was vernummerd in SS 161-164 de vrijgekomen nummers 17-20 kregen toebedeeld. Deze deelserie is meer aan de serie SS 5-8 verwant.
In tegenstelling tot de 5-8, 9-16 en 21-78 waren deze locomotieven wel van een gesloten machinistenhuis voorzien.
Bij de samenvoeging van het materieelpark van de HSM en de SS in 1921 kregen de locomotieven van de SS de NS-nummers 767-770. Tussen 1930 en 1933 werd de serie buiten dienst gesteld.

## Serie SS 1-4 en MT 2-3
In 1872 werd nogmaals een vervolgorder van zes locomotieven geplaatst. De eerste vier kwamen bij de SS in dienst met door de vernummering van de oude SS 1-4 in SS 131-134 vrijgekomen nummers SS 1-4. De andere twee werden echter aan de Société anonyme du Chemin de fer international de Malines à Terneuzen (internationale spoorweg Mechelen-Terneuzen, MT) geleverd als MT 2 en MT 3, omdat deze maatschappij dringend materieel nodig had. De MT stelde deze twee locomotieven in 1932 buiten dienst.
De locomotieven van de SS kregen bij de samenvoeging van het materieelpark van de HSM en de SS in 1921 de NS-nummers 771-774. Tussen 1930 en 1933 werd de serie buiten dienst gesteld.

## Serie NBDS 1-5 (en 6-10)
Voor de in 1873 te starten reizigersdienst tussen Boxtel en Goch, bestelde de NBDS in 1872 tien locomotieven met tweeassige tenders bij de fabriek van Beyer, Peacock and Company in Manchester. Wegens geldgebrek werd de verscheping naar Nederland uitgesteld en pas in 1873 werden de eerste vijf locomotieven als NBDS 1-5 in dienst gesteld. De NBDS 6-10 konden worden geannuleerd, waarna de fabriek deze aan de Berlin-Potsdam-Magdeburger Eisenbahn (BPM) kon leveren. De vijf locomotieven waren voorzien van de namen Gijsbert van Beverwijk, Sophia, Mina, Lucinda en Henrietta, vernoemd naar aandeelhouders of dier echtgenoten van de NBDS. In 1892 werden de namen van de locomotieven verwijderd.
Toen het treinverkeer tijdens de Eerste Wereldoorlog sterk terugliep, probeerde de NBDS haar oudste locomotieven te verkopen. In 1917 werden de 1 en 3 verkocht aan de Staatsmijnen, waar ze als SM 8 en SM 9 tot respectievelijk 1926 en 1928 werden gebruikt voor het vervoer van gruiskolen.
Voor de 2, 4 en 5 toonde de Société anonyme du chemin de fer de Gand à Terneuzen (GT) belangstelling, maar zag wegens een te hoge vraagprijs van een eventuele aankoop af.
De 2 en 4 werden in 1918 verkocht aan een aannemer.
De resterende 5, welke in 1917 van een nieuwe ketel was voorzien, bleef in gebruik bij de NBDS. Nadat de NBDS in 1919 opgegaan was in de SS, werd deze locomotief als SS 5 in het materieelpark van de SS opgenomen, en kreeg twee jaar later, bij de samenvoeging van het materieelpark van de HSM en de SS, het NS-nummer 775. De NS voerde de 775 af in 1931.

## Overzicht
| Fabrieksnummer | Bouwjaar | NBDS nummer | Naam (1873-1892)       | SS nummers | NS nummers | Afvoer    | Bijzonderheden                                                                           |
| -------------- | -------- | ----------- | ---------------------- | ---------- | ---------- | --------- | ---------------------------------------------------------------------------------------- |
| 491-492        | 1865     |             |                        | 9-10       | 701-702    | 1930-1933 |                                                                                          |
| 531-536        | 1865     |             |                        | 11-16      | 703-708    | 1930-1933 | NS 705, teruggebracht in de staat als SS 13, bewaard door het Nederlands Spoorwegmuseum. |
| 603-615        | 1865     |             |                        | 21-33      | 709-721    | 1930-1933 |                                                                                          |
| 616-617        | 1866     |             |                        | 34-35      | 722-723    | 1930-1933 |                                                                                          |
| 644-655        | 1866     |             |                        | 36-47      | 724-735    | 1930-1933 |                                                                                          |
| 657-687        | 1866     |             |                        | 48-78      | 736-766    | 1930-1933 |                                                                                          |
| 994-995        | 1871     |             |                        | 17-18      | 767-768    | 1930-1933 |                                                                                          |
| 1087-1088      | 1871     |             |                        | 19-20      | 769-770    | 1930-1933 |                                                                                          |
| 1116-1119      | 1872     |             |                        | 1-4        | 771-774    | 1930-1933 |                                                                                          |
| 1120-1121      | 1872     |             |                        |            |            | 1932      | Aanvankelijk door de SS besteld, maar geleverd aan de MT als MT 2-MT 3.                  |
| 1169           | 1873     | 1           | Gijsbert van Beverwijk |            |            | 1917      | In 1917 verkocht aan de Staatsmijnen, als SM 8 tot 1926 gebruikt.                        |
| 1170           | 1873     | 2           | Sophia                 |            |            | 1918      | In 1918 verkocht aan een aannemer.                                                       |
| 1171           | 1873     | 3           | Mina                   |            |            | 1917      | In 1917 verkocht aan de Staatsmijnen, als SM 9 tot 1928 gebruikt.                        |
| 1172           | 1873     | 4           | Lucinda                |            |            | 1918      | In 1918 verkocht aan een aannemer.                                                       |
| 1173           | 1873     | 5           | Henrietta              | 5          | 775        | 1931      |                                                                                          |

## Galerij

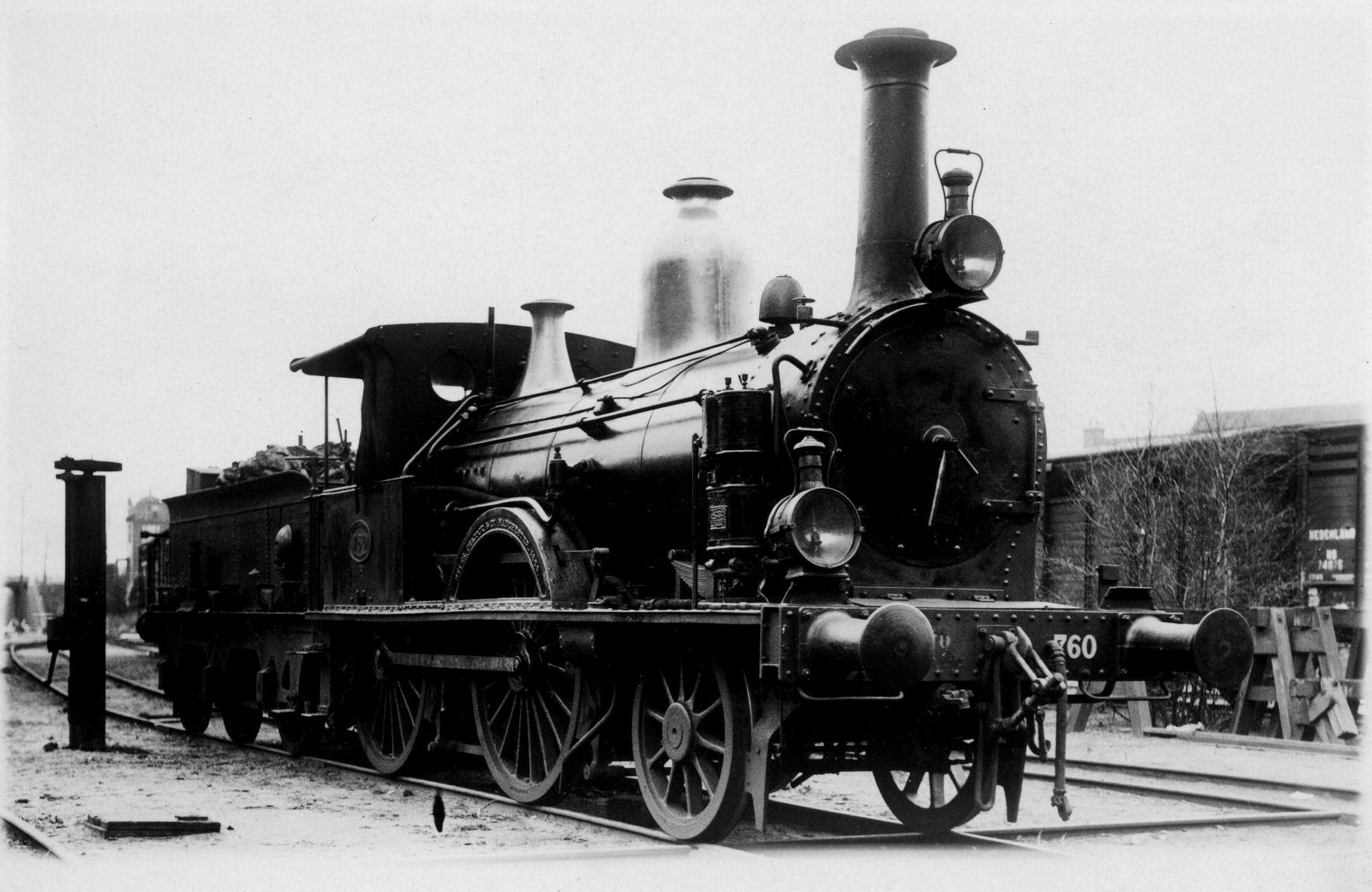
NS 760 (1920 - 1930)
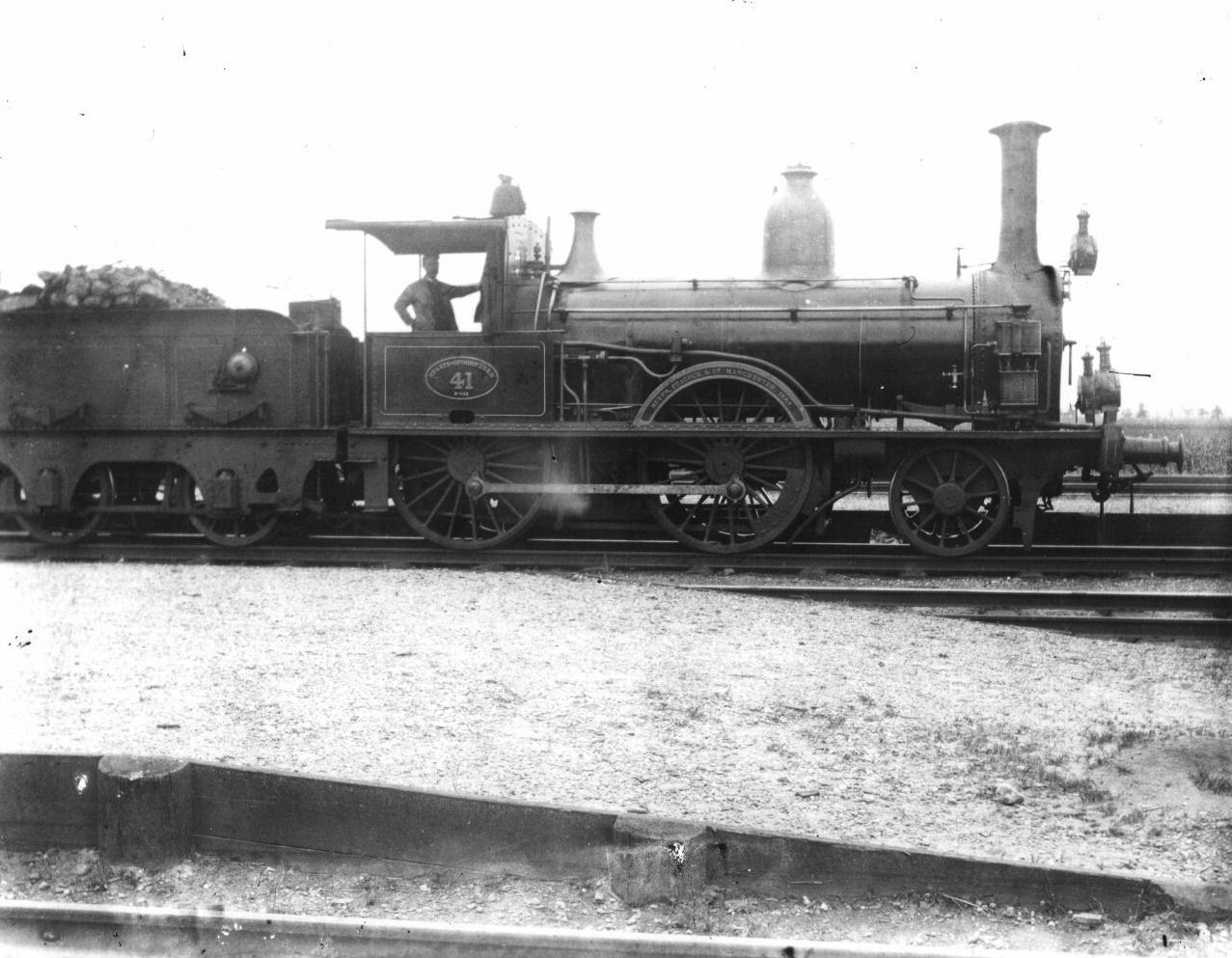
SS nr. 41 later NS 729 (1910 - 1920)
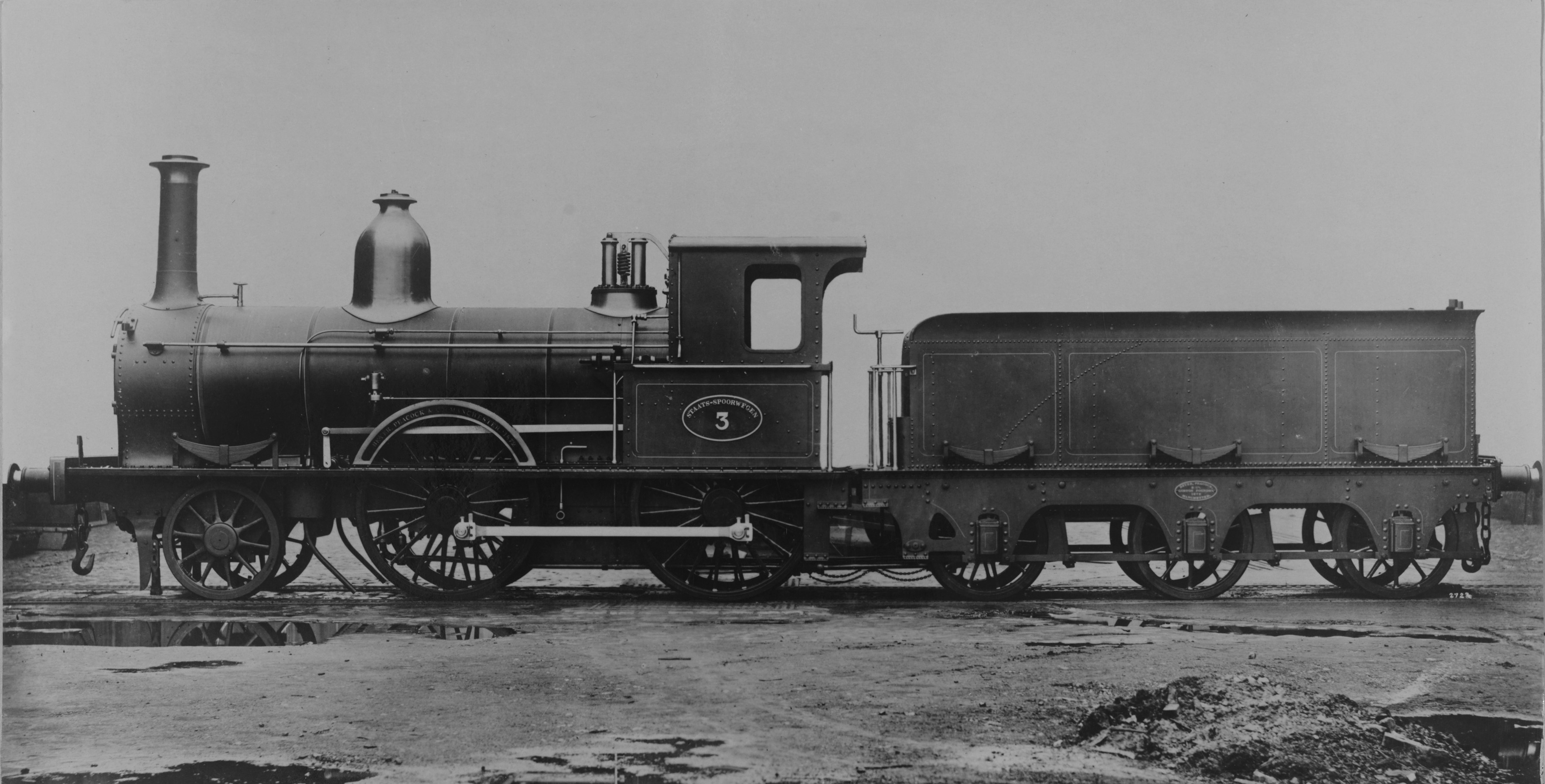
NS 773 (SS nr. 3). (1872)
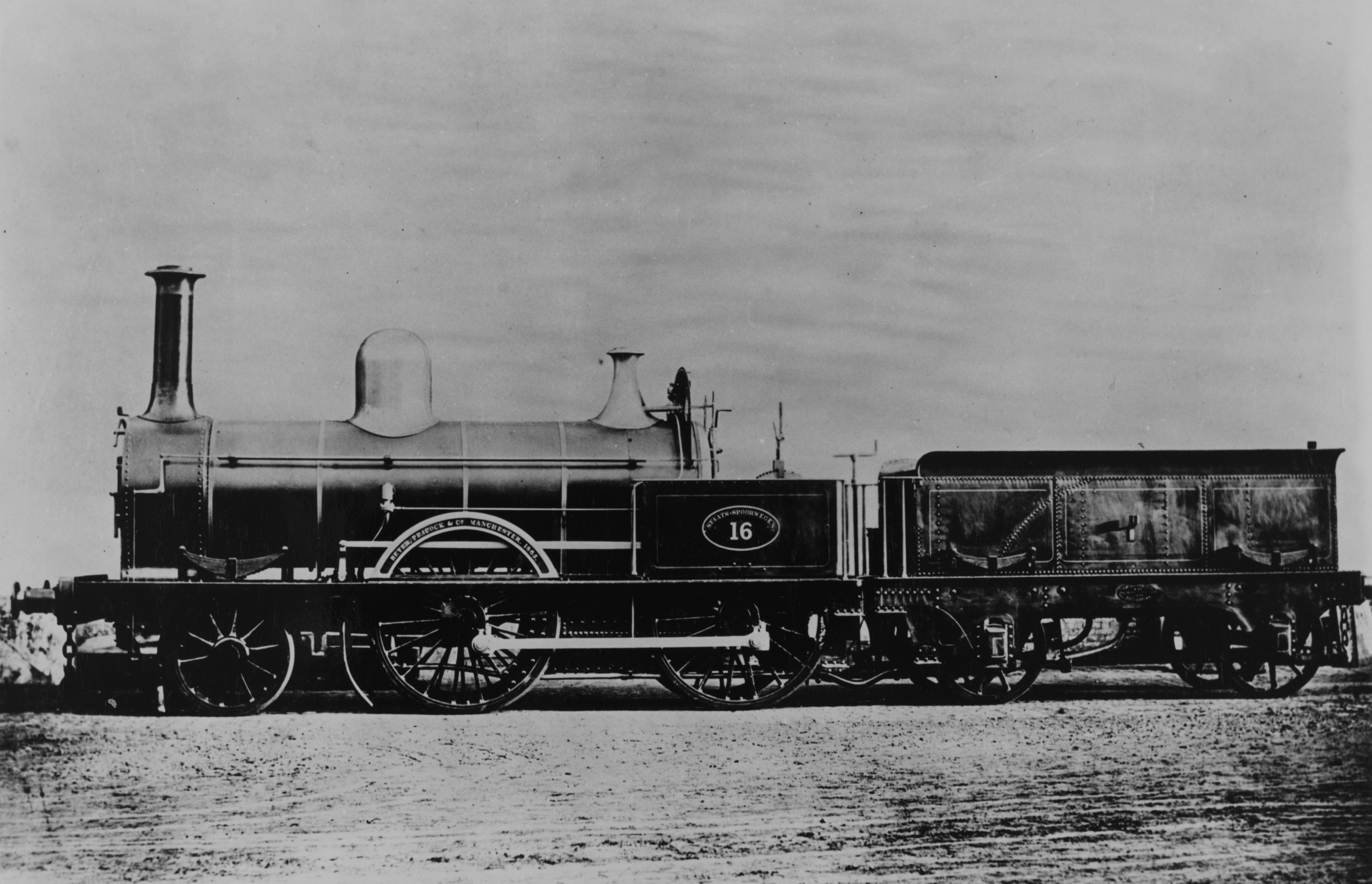
NS 708 / SS 16 (1865)
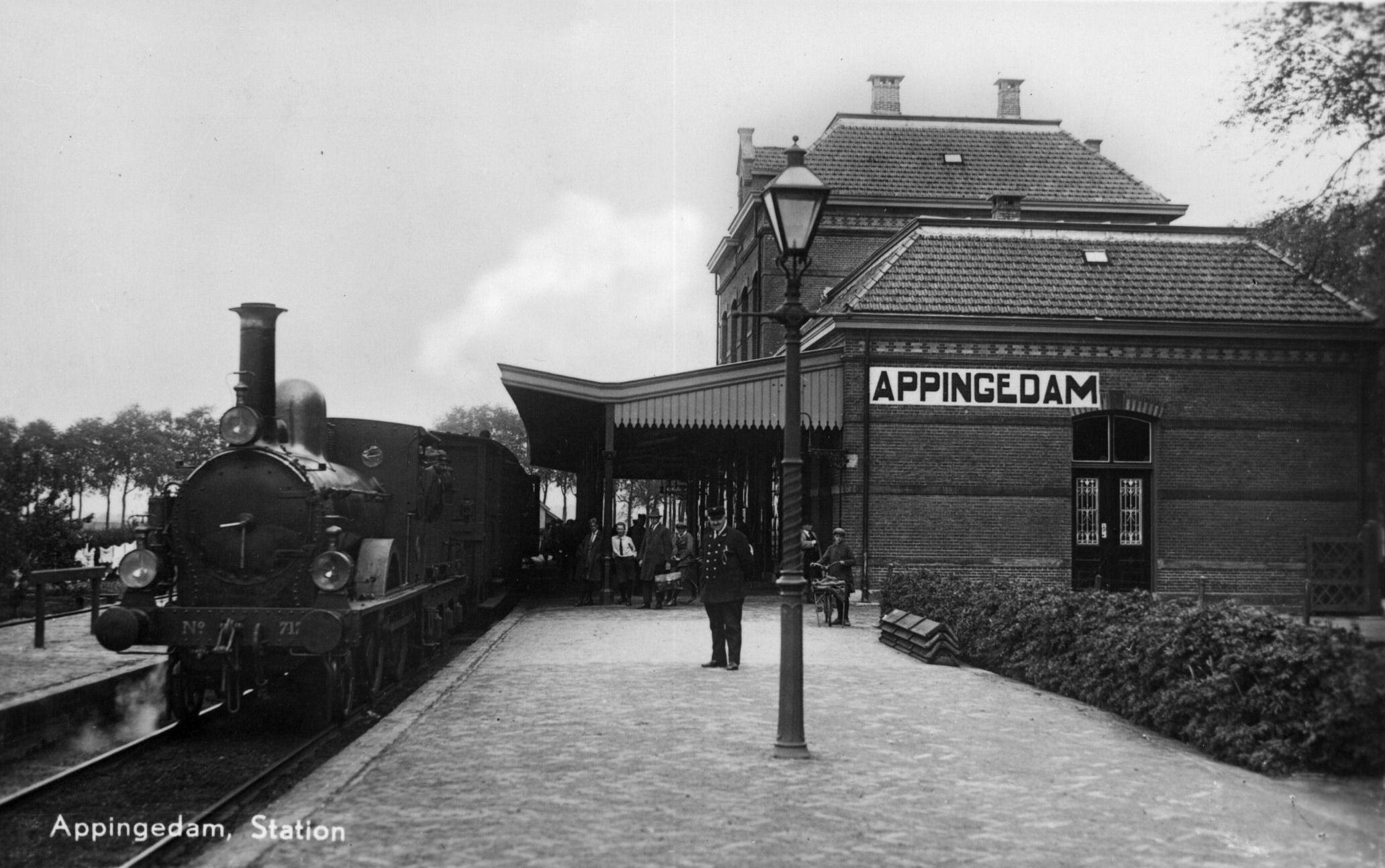
NS 717 met een trein langs het perron op het station van Appingedam. (1920 - 1933)
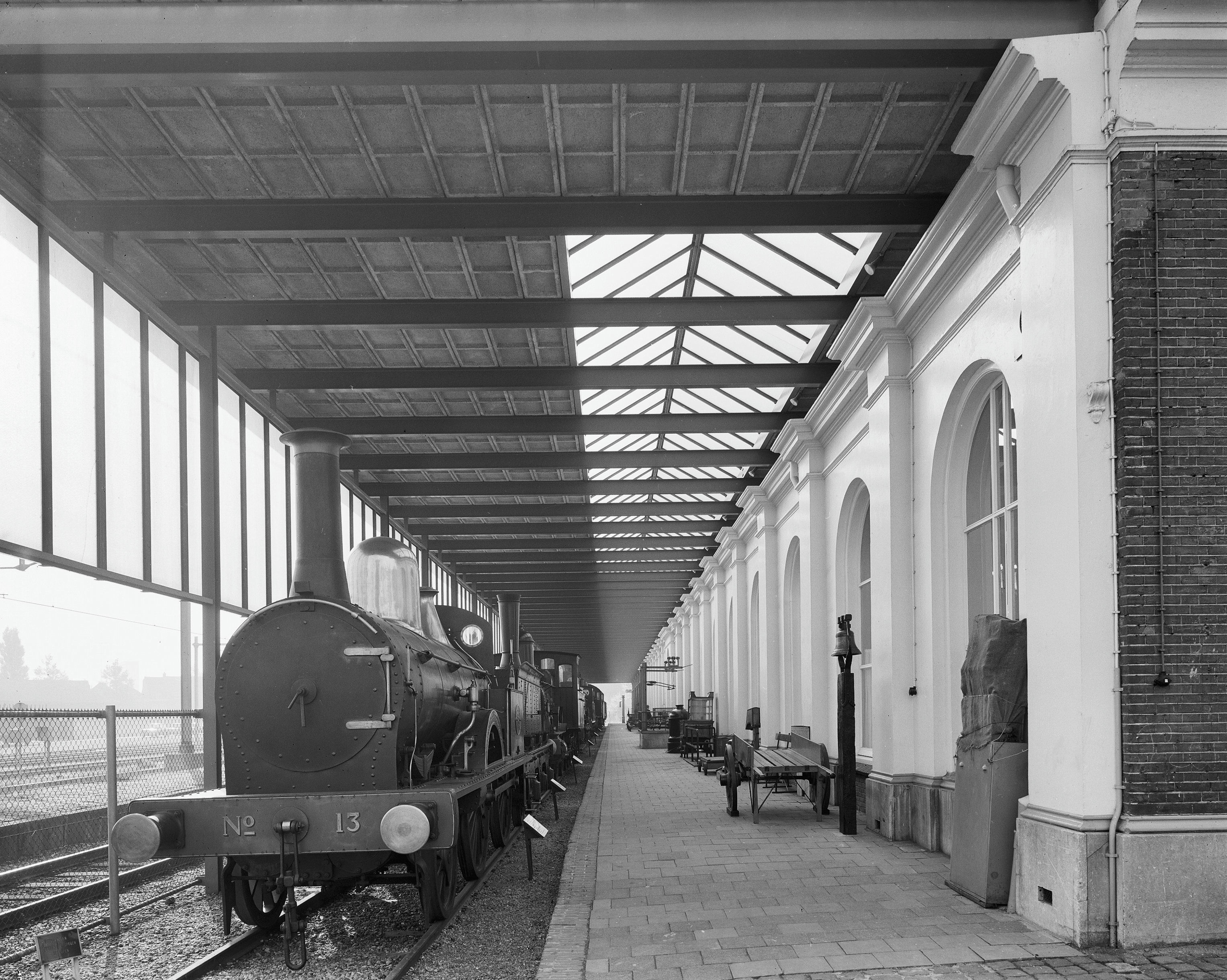
SS 13 (NS 705) in het Nederlands Spoorwegmuseum in 1973.
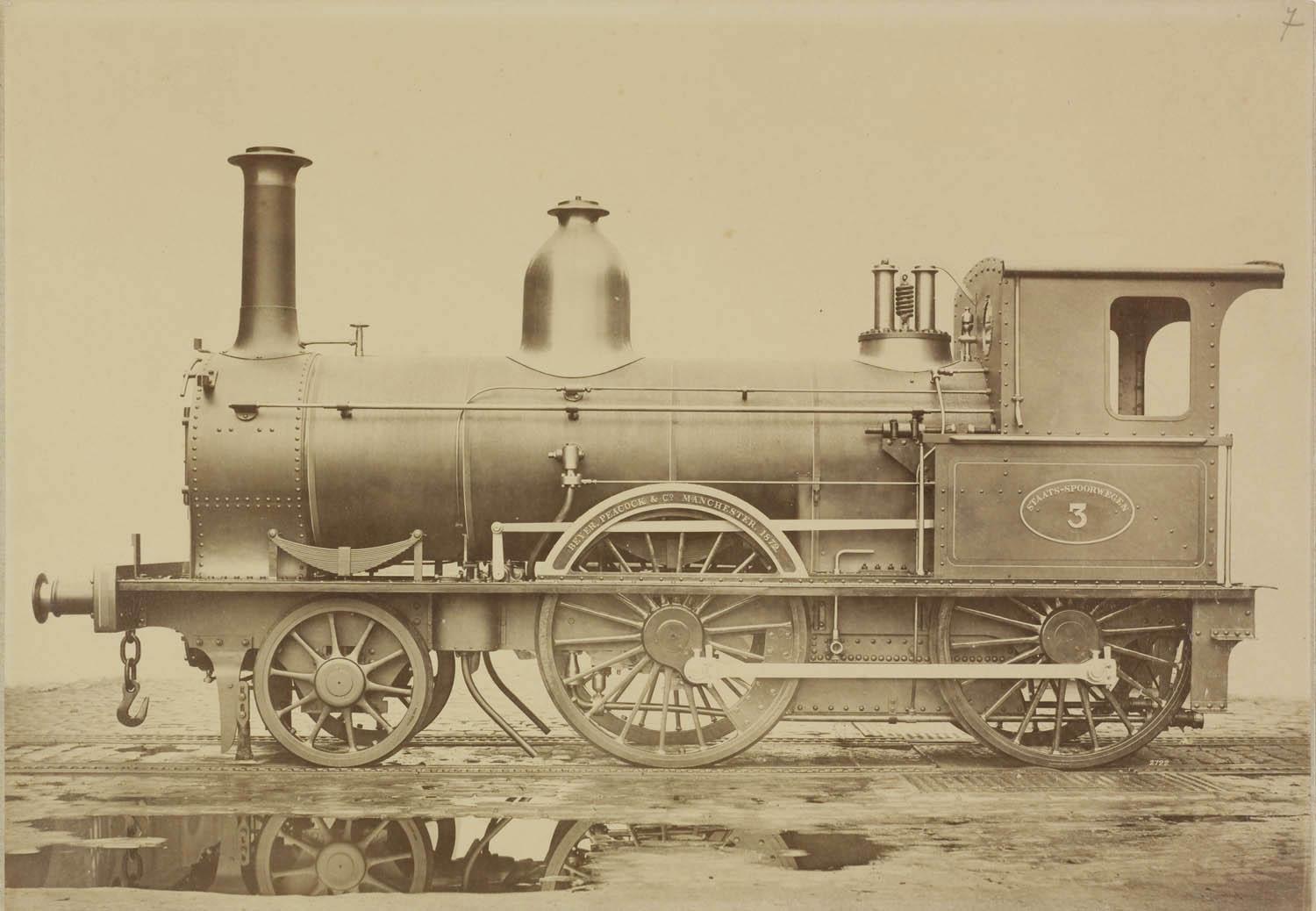
NS 775 (1873)